# Ashat Qadyrkulov
Asxat Djetpïşbekovïç Kadırkwlov (in kazako Асхат Жетпісбекұлы Қадыркұлов?; Uzınağaş, 14 novembre 1974) è un ex calciatore kazako, di ruolo ala.